# Élections aux Cortes de Castille-et-León de 2011
Les élections aux Cortes de Castille-et-León de 2011 (en espagnol : Elecciones a las Cortes de Castilla y León de 2011) se sont tenues le dimanche 22 mai 2011 afin d'élire les quatre-vingt-quatre députés de la huitième législature des Cortes de Castille-et-León, parlement de la communauté autonome.
Le scrutin voit la victoire du Parti populaire de Castille-et-León (PPCyL), qui obtient sa meilleure majorité absolue.

## Contexte
Depuis 1991, la Castille-et-León est un bastion de la droite conservatrice.
Lors des précédentes élections du 27 mai 2007, le PPCyL a confirmé son ancrage au pouvoir avec un total de 50,2 % des voix et 48 députés sur 83 à pourvoir. C'est ainsi la cinquième fois consécutive qu'il remporte la majorité absolue. Toutefois, à seulement 200 voix dans la province de León, il échoue à réaliser un nouveau grand chelem. Ce tout petit nombre de suffrages revient en effet au Parti socialiste de Castille-et-León-PSOE (PSCyL-PSOE), dans l'opposition depuis vingt ans, qui engrange 38,5 % des voix et 33 députés, son deuxième meilleur score après celui de 1983. C'est aussi la première fois depuis 1987 qu'il est en tête dans l'une des provinces. Les 2 mandats restants reviennent à l'Union du peuple léonais (UPL), parti régionaliste présent seulement dans cette province de León, où elle a engrangé 13,3 % des suffrages, soit 2,7 % au niveau régional.
Le même jour que le scrutin régional se déroulent les élections municipales. Si le PP est toujours en tête avec 46,3 %, il ne devance le PSOE que d'une dizaine de points, puisque ce dernier recueille 36,7 % des voix. En troisième, la Gauche unie (IU) pointe à 4,1 %, contre 2,1 % à l'UPL, soit en réalité 10,6 % dans son seul territoire électoral. En conséquence, sur les quinze principales villes du territoire de la communauté autonome, les conservateurs en dirigent sept, autant que les socialistes, alors qu'une revient à une liste indépendante. Le PP se maintient à Ávila, Burgos, Salamanque, Valladolid, Zamora et dans deux autres communes, mais il perd Soria et une autre ville au profit du PSOE, la dernière commune qu'il abandonne revenant aux indépendants. Ce rééquilibrage n'empêche cependant pas le PP de réaliser encore une fois le grand chelem des députations provinciales.
Les élections législatives du 9 mars 2008 confirment le resserrement sans remettre en cause l'hégémonie du centre droit. Ainsi, le total des voix accumulées dans les neuf provinces par le PP s'élève à 50 %, ce qui lui donne 18 députés sur 32. Les 14 autres reviennent au PSOE, qui atteint 42,8 %. Il est une fois encore majoritaire dans la province de León, avec presque 7 points d'avance. Au mois de septembre suivant, le député de Ségovie au Congrès et responsable fédéral du PSOE Óscar López est élu secrétaire général du PSCyL-PSOE.
Avec les élections européennes du 7 juin 2009, l'écart entre les deux principaux partis va de nouveau s'accroître. Toujours premier dans cette communauté autonome, le PP engrange 51,7 % des voix, alors que le PSOE est à 38,2 %. Dans la province de León, le centre droit repasse à la première position, avec une avance de 3 000 voix sur le centre gauche.

## Mode de scrutin

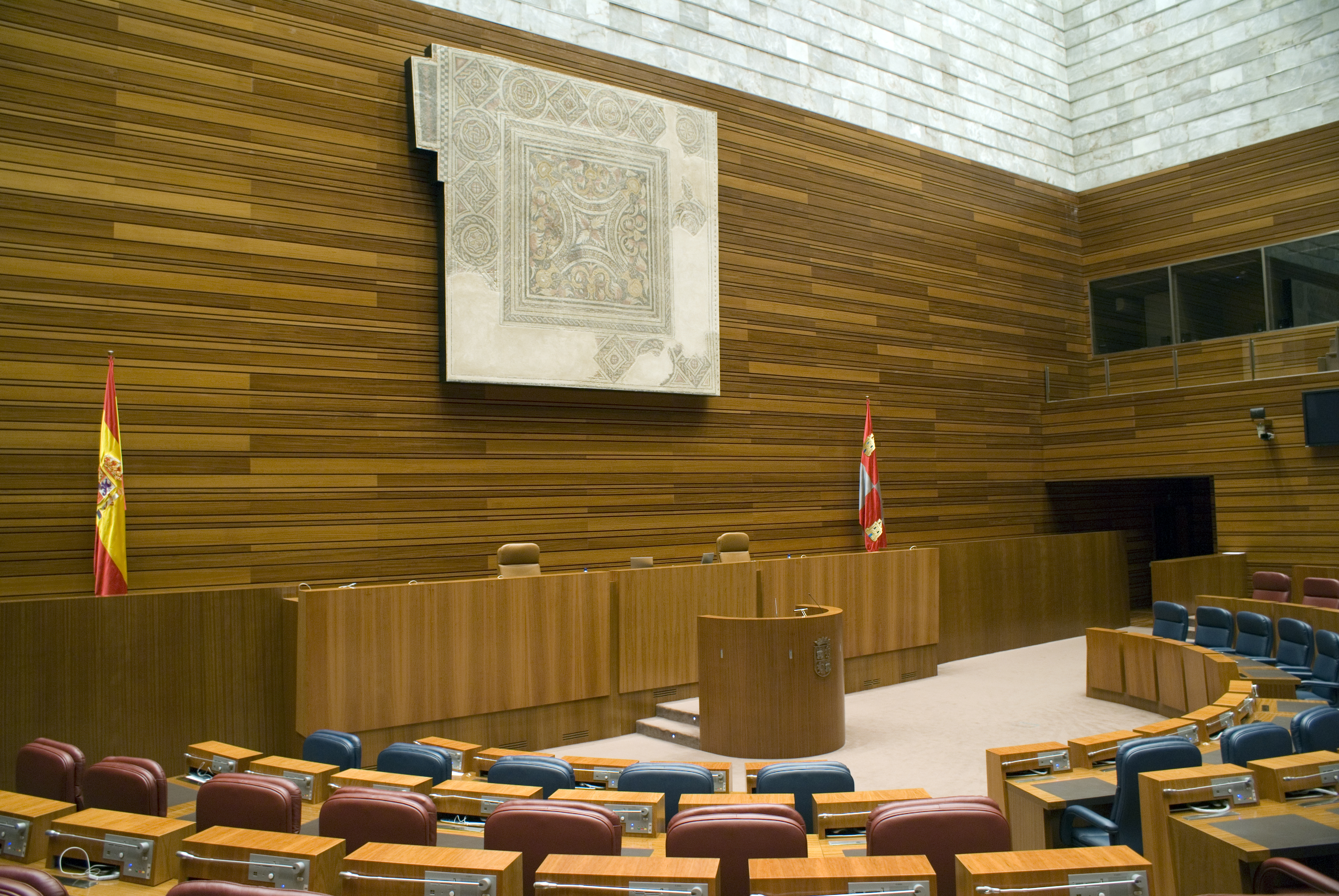
Salle des séances des Cortes de Castille-et-León.

Les Cortes de Castille-et-León se composent de 84 députés (en espagnol : procuradores), élus pour un mandat de quatre ans au suffrage universel direct, suivant le scrutin proportionnel à la plus forte moyenne d'Hondt. Toutefois, le nombre de parlementaires n'est pas fixe : chaque province en a trois d'office, puis un supplémentaire pour 45 000 habitants ou fraction supérieure à 22 500.
Chaque province constitue une circonscription, à raison de 7 sièges pour Ávila, 11 sièges pour Burgos, 14 sièges pour León, 7 sièges pour Palencia, 11 sièges pour Salamanque, 7 sièges pour Ségovie, 5 sièges pour Soria, 15 sièges pour Valladolid et 7 sièges pour Zamora. Seules les forces politiques – partis, coalitions, indépendants – ayant remporté au moins 3 % des suffrages exprimés au niveau d'un territoire provincial participent à la répartition des sièges.

## Campagne

### Partis et chefs de file
| Parti | Parti                                                                                | Chef de file                                 | Idéologie                                         | Score en 2007              |
| ----- | ------------------------------------------------------------------------------------ | -------------------------------------------- | ------------------------------------------------- | -------------------------- |
|       | Parti populaire de Castille-et-León Partido Popular de Castilla y León               | Juan Vicente Herrera (Président de la Junte) | Centre droit Conservatisme, démocratie chrétienne | 50,2 % des voix 48 députés |
|       | Parti socialiste de Castille-et-León-PSOE Partido Socialista de Castilla y León-PSOE | Óscar López                                  | Centre gauche Social-démocratie, progressisme     | 38,5 % des voix 33 députés |
|       | Union du peuple léonais Unión del Pueblo Leonés                                      | Alejandro Valderas                           | Centre Régionalisme léonais                       | 2,7 % des voix 2 députés   |

## Résultats

### Voix et sièges
|                          |                                                         |           |       |      |        |               |  |  |  |  |  |  |  |  |
| Parti                    | Parti                                                   | Voix      | %     | +/-  | Sièges | +/-           |  |  |  |  |  |  |  |  |
|                          | Parti populaire de Castille-et-León (PP)                | 739 502   | 51,55 | 2,38 | 53     | 5             |  |  |  |  |  |  |  |  |
|                          | Parti socialiste de Castille-et-León-PSOE               | 425 777   | 29,68 | 8,05 | 29     | 4             |  |  |  |  |  |  |  |  |
|                          | Gauche unie (IU)                                        | 69 782    | 4,87  | 1,79 | 1      | 1             |  |  |  |  |  |  |  |  |
|                          | Union, progrès et démocratie (UPyD)                     | 47 040    | 3,28  | Nv.  | 0      | en stagnation |  |  |  |  |  |  |  |  |
|                          | Union du peuple léonais (UPL)                           | 26 660    | 1,86  | 0,87 | 1      | 1             |  |  |  |  |  |  |  |  |
|                          | Parti castillan (PCAS)                                  | 13 537    | 0,94  | 0,06 | 0      | en stagnation |  |  |  |  |  |  |  |  |
|                          | Parti de Castille-et-León (PCL)                         | 10 796    | 0,75  | 0,33 | 0      | en stagnation |  |  |  |  |  |  |  |  |
|                          | Parti animaliste contre la maltraitance animale (PACMA) | 5 368     | 0,37  | Nv.  | 0      | en stagnation |  |  |  |  |  |  |  |  |
|                          | Mouvement social alternatif (MASS)                      | 4 777     | 0,33  | Nv.  | 0      | en stagnation |  |  |  |  |  |  |  |  |
|                          | Parti autonomiste léonais (PAL)                         | 3 925     | 0,27  | 0,06 | 0      | en stagnation |  |  |  |  |  |  |  |  |
|                          | Oui pour Salamanque (UPSa-Cs)                           | 3 718     | 0,26  | 0,26 | 0      | en stagnation |  |  |  |  |  |  |  |  |
|                          | Citoyens en blancs (CenB)                               | 3 545     | 0,25  | Nv.  | 0      | en stagnation |  |  |  |  |  |  |  |  |
|                          | Électeurs indépendants zamorans-UPZ (ADEIZA)            | 3 322     | 0,23  | 0,02 | 0      | en stagnation |  |  |  |  |  |  |  |  |
|                          | Verts de Salamanque (LV)                                | 2 822     | 0,20  | 0,07 | 0      | en stagnation |  |  |  |  |  |  |  |  |
|                          | Autres partis                                           | 26 743    | 1,86  | -    | 0      | -             |  |  |  |  |  |  |  |  |
|                          | Vote blanc                                              | 47 008    | 3,28  | 1,30 |        |               |  |  |  |  |  |  |  |  |
|                          |                                                         |           |       |      |        |               |  |  |  |  |  |  |  |  |
| Suffrages exprimés       | Suffrages exprimés                                      | 1 438 264 | 98,09 |      |        |               |  |  |  |  |  |  |  |  |
| Votes nuls               | Votes nuls                                              | 27 985    | 1,91  |      |        |               |  |  |  |  |  |  |  |  |
| Total                    | Total                                                   | 1 462 397 | 100   | -    | 84     | 1             |  |  |  |  |  |  |  |  |
| Abstention               | Abstention                                              | 703 988   | 32,50 |      |        |               |  |  |  |  |  |  |  |  |
| Inscrits / participation | Inscrits / participation                                | 2 166 385 | 67,50 |      |        |               |  |  |  |  |  |  |  |  |

#### Par circonscription
|             |             |         |         |        |               |         |         |        |               |         |         |        |               |  |  |  |  |
| Sièges      | Sièges      | 7       | 7       | 7      | en stagnation | 11      | 11      | 11     | en stagnation | 14      | 14      | 14     | en stagnation |  |  |  |  |
|             |             |         |         |        |               |         |         |        |               |         |         |        |               |  |  |  |  |
|             |             | Nombre  | Nombre  | %      | %             | Nombre  | Nombre  | %      | %             | Nombre  | Nombre  | %      | %             |  |  |  |  |
| Inscrits    | Inscrits    | 142 808 | 142 808 | 100,00 | 100,00        | 302 284 | 302 284 | 100,00 | 100,00        | 447 404 | 447 404 | 100,00 | 100,00        |  |  |  |  |
| Abstentions | Abstentions | 38 116  | 38 116  | 26,69  | 26,69         | 104 224 | 104 224 | 34,48  | 34,48         | 158 734 | 158 734 | 35,48  | 35,48         |  |  |  |  |
| Votants     | Votants     | 104 692 | 104 692 | 73,31  | 73,31         | 198 060 | 198 060 | 65,52  | 65,52         | 288 670 | 288 670 | 64,52  | 64,52         |  |  |  |  |
| Nuls        | Nuls        | 2 147   | 2 147   | 2,05   | 2,05          | 3 852   | 3 852   | 1,94   | 1,94          | 5 755   | 5 755   | 1,99   | 1,99          |  |  |  |  |
| Exprimés    | Exprimés    | 102 545 | 102 545 | 97,95  | 97,95         | 198 060 | 198 060 | 98,06  | 98,06         | 282 915 | 282 915 | 98,01  | 98,01         |  |  |  |  |
|             |             |         |         |        |               |         |         |        |               |         |         |        |               |  |  |  |  |
| Partis      | Partis      | Voix    | %       | Sièges | +/−           | Voix    | %       | Sièges | +/−           | Voix    | %       | Sièges | +/−           |  |  |  |  |
|             | PP          | 60 577  | 59,07   | 5      | en stagnation | 98 448  | 50,69   | 7      | en stagnation | 126 483 | 44,71   | 8      | 2             |  |  |  |  |
|             | PSOE        | 24 354  | 23,75   | 2      | en stagnation | 52 740  | 27,16   | 4      | en stagnation | 90 014  | 31,82   | 5      | 1             |  |  |  |  |
|             | IU-Equo     | 5 415   | 5,28    | 0      | en stagnation | 8 755   | 4,51    | 0      | en stagnation | 10 754  | 3,80    | 0      | en stagnation |  |  |  |  |
|             | UPL         | NC      | NC      | NC     | NC            | NC      | NC      | NC     | NC            | 25 212  | 8,91    | 1      | 1             |  |  |  |  |
|             | Autres      | 9 247   | 9,12    |        |               | 26 803  | 13,53   |        |               | 21 305  | 7,53    |        |               |  |  |  |  |
|             | Blanc       | 2 852   | 2,78    | 7 462  | 3,84          | 9 147   | 3,23    |        |               |         |         |        |               |  |  |  |  |

|             |             |         |         |        |               |         |         |        |               |         |         |        |               |  |  |  |  |
| Sièges      | Sièges      | 7       | 7       | 7      | en stagnation | 11      | 11      | 11     | en stagnation | 7       | 7       | 7      | 1             |  |  |  |  |
|             |             |         |         |        |               |         |         |        |               |         |         |        |               |  |  |  |  |
|             |             | Nombre  | Nombre  | %      | %             | Nombre  | Nombre  | %      | %             | Nombre  | Nombre  | %      | %             |  |  |  |  |
| Inscrits    | Inscrits    | 147 940 | 147 940 | 100,00 | 100,00        | 312 093 | 312 093 | 100,00 | 100,00        | 123 506 | 123 506 | 100,00 | 100,00        |  |  |  |  |
| Abstentions | Abstentions | 44 191  | 44 191  | 29,87  | 29,87         | 108 280 | 108 280 | 34,69  | 34,69         | 31 436  | 31 436  | 25,45  | 25,45         |  |  |  |  |
| Votants     | Votants     | 103 749 | 103 749 | 70,13  | 70,13         | 203 813 | 203 813 | 65,31  | 65,31         | 92 070  | 92 070  | 74,55  | 74,55         |  |  |  |  |
| Nuls        | Nuls        | 2 047   | 2 047   | 1,97   | 1,97          | 3 764   | 3 764   | 1,85   | 1,85          | 1 971   | 1 971   | 2,14   | 2,14          |  |  |  |  |
| Exprimés    | Exprimés    | 101 702 | 101 702 | 98,03  | 98,03         | 200 049 | 200 049 | 98,15  | 98,15         | 90 099  | 90 099  | 97,86  | 97,86         |  |  |  |  |
|             |             |         |         |        |               |         |         |        |               |         |         |        |               |  |  |  |  |
| Partis      | Partis      | Voix    | %       | Sièges | +/−           | Voix    | %       | Sièges | +/−           | Voix    | %       | Sièges | +/−           |  |  |  |  |
|             | PP          | 53 939  | 53,04   | 4      | en stagnation | 113 517 | 56,74   | 7      | en stagnation | 48 886  | 54,26   | 5      | 1             |  |  |  |  |
|             | PSOE        | 33 336  | 32,78   | 3      | en stagnation | 58 339  | 29,16   | 4      | en stagnation | 28 425  | 31,55   | 2      | en stagnation |  |  |  |  |
|             | IU          | 4 490   | 4,41    | 0      | en stagnation | 6 449   | 3,22    | 0      | en stagnation | 3 899   | 4,33    | 0      | en stagnation |  |  |  |  |
|             | Autres      | 6 565   | 6,46    |        |               | 15 478  | 7,74    |        |               | 6 137   | 6,81    |        |               |  |  |  |  |
|             | Blanc       | 3 372   | 3,32    | 6 266  | 3,13          | 2 752   | 3,05    |        |               |         |         |        |               |  |  |  |  |

|             |             |        |        |        |               |         |         |        |               |         |         |        |               |  |  |  |  |
| Sièges      | Sièges      | 5      | 5      | 5      | en stagnation | 15      | 15      | 15     | en stagnation | 7       | 7       | 7      | en stagnation |  |  |  |  |
|             |             |        |        |        |               |         |         |        |               |         |         |        |               |  |  |  |  |
|             |             | Nombre | Nombre | %      | %             | Nombre  | Nombre  | %      | %             | Nombre  | Nombre  | %      | %             |  |  |  |  |
| Inscrits    | Inscrits    | 77 207 | 77 207 | 100,00 | 100,00        | 434 948 | 434 948 | 100,00 | 100,00        | 178 195 | 178 195 | 100,00 | 100,00        |  |  |  |  |
| Abstentions | Abstentions | 22 523 | 22 523 | 33,06  | 33,06         | 134 136 | 134 136 | 30,84  | 30,84         | 59 348  | 59 348  | 33,31  | 33,31         |  |  |  |  |
| Votants     | Votants     | 51 684 | 51 684 | 66,94  | 66,94         | 300 812 | 300 812 | 69,16  | 69,16         | 118 847 | 118 847 | 66,69  | 66,69         |  |  |  |  |
| Nuls        | Nuls        | 1 189  | 1 189  | 2,30   | 2,30          | 5 156   | 5 156   | 1,71   | 1,71          | 2 104   | 2 104   | 1,77   | 1,77          |  |  |  |  |
| Exprimés    | Exprimés    | 50 495 | 50 495 | 97,70  | 97,70         | 295 656 | 295 656 | 98,29  | 98,29         | 116 743 | 116 743 | 98,23  | 98,23         |  |  |  |  |
|             |             |        |        |        |               |         |         |        |               |         |         |        |               |  |  |  |  |
| Partis      | Partis      | Voix   | %      | Sièges | +/−           | Voix    | %       | Sièges | +/−           | Voix    | %       | Sièges | +/−           |  |  |  |  |
|             | PP          | 26 264 | 52,01  | 3      | en stagnation | 148 388 | 50,19   | 9      | 1             | 63 000  | 53,96   | 5      | 1             |  |  |  |  |
|             | PSOE        | 16 630 | 32,93  | 2      | en stagnation | 86 143  | 29,14   | 5      | 2             | 35 796  | 30,66   | 2      | 1             |  |  |  |  |
|             | IU          | 1 565  | 3,10   | 0      | en stagnation | 23 118  | 7,82    | 1      | 1             | 5 427   | 4,65    | 0      | en stagnation |  |  |  |  |
|             | UPL         | NC     | NC     | NC     | NC            | NC      | NC      | NC     | NC            | 1 448   | 1,24    | 0      | en stagnation |  |  |  |  |
|             | Autres      | 3 446  | 6,82   |        |               | 29 234  | 9,89    |        |               | 7 277   | 6,23    |        |               |  |  |  |  |
|             | Blanc       | 2 590  | 5,13   | 8 772  | 2,97          | 3 795   | 3,25    |        |               |         |         |        |               |  |  |  |  |

### Analyse
Pour la deuxième fois, le nombre d'inscrits se révèle inférieur – de 5 000 personnes – à ce qu'il était lors des élections précédentes. Quant à la participation, elle recule de 73 000 votants, ce qui la refait passer sous les 70 %, une première depuis 1999.
La victoire revient de nouveau au Parti populaire de Castille-et-León, qui conserve une large majorité absolue de 53 députés, un record historique, tout en franchissant clairement la barre des 50 % des exprimés. Après le petit accroc de 2007, le PPCyL réalise à nouveau le grand chelem dans les neuf provinces, franchissant la majorité absolue dans huit d'entre elles, seule la province de León faisant exception de ce point de vue. Pour le Parti socialiste de Castille-et-León-PSOE, la déroute est sèche et se rapproche du pire résultat, celui de 1995. Pour la première fois en seize ans, les socialistes comptent moins de 30 parlementaires aux Cortes, notamment du fait d'une perte sèche de 150 000 voix favorables, qui n'est pas sans rappeler la déroute du Centre démocratique et social vingt ans plus tôt. Dominé dans toutes les circonscriptions, il passe sous les 30 % dans les provinces d'Ávila, de Burgos, Salamanque et Valladolid, une contre-performance territoriale pire qu'en 1995.
Cet effondrement socialiste garantit à la Gauche unie de Castille-et-León son retour aux Cortes, après douze années d'absence. En hausse de 23 000 voix, IU-CyL atteint 7,8 % en Valladolid, qui compte le plus de sièges à pourvoir, où elle prend un mandat au PSCyL-PSOE. L'Union du peuple léonais sauve encore une fois sa représentation avec une nouvelle déconvenue, puisqu'elle perd pas moins de 14 000 voix en quatre ans, ce qui lui donne à peine 8,9 % en León, où elle perd donc l'un de ses deux représentants.

### Conséquences
Le 23 juin, Juan Vicente Herrera est investi président de la Junte pour un quatrième mandat, un fait historique dans l'histoire régionale. En février 2012, Óscar López est nommé secrétaire à l'Organisation du PSOE. Il abandonne deux mois plus tard la direction du PSCyL-PSOE au député de Palencia au Congrès Julio Villarrubia.